# Ashizuri-Klasse
Die Ashizuri-Klasse (japanisch 足摺型給油艦 Ashizuri-gata kyūyukan) war eine Klasse von zwei Versorgungsschiffen der Kaiserlich Japanischen Marine, die im Zweiten Weltkrieg zum Einsatz kamen.

## Geschichte
Die Klasse wurde zusammen mit der kleineren Sunosaki-Klasse entwickelt zur Unterstützung der Flugzeugträger der japanischen Marine. Für diese hielten sie neben Verbrauchsgütern – Flugbenzin, Schmierstoffe und Ersatzteile – auch eine Instandsetzungswerkstatt für beschädigte Flugzeuge bereit.
Im Rahmen des Kreis-Zusatzprogramms (Maru Rin Keikaku) von Oktober 1940 wurden zwei Einheiten mit den Baunummern 219 bis 220 geordert. Diese wurden bei Mitsubishi in Nagasaki im Juli 1941 und April 1942 auf Kiel gelegt und bis November 1943 in Dienst gestellt.

## Liste der Schiffe
| Bau-Nr. | Name            | Bauwerft             | Kiellegung    | Stapellauf   | Indienststellung | Verbleib                                                                          |
| ------- | --------------- | -------------------- | ------------- | ------------ | ---------------- | --------------------------------------------------------------------------------- |
| 219     | Ashizuri (足摺) | Mitsubishi, Nagasaki | 8. Juli 1941  | 16. Mai 1942 | 30. Januar 1943  | versenkt am 5. Juni 1944 durch das amerik. U-Boot USS Puffer, in der Sulusee      |
| 220     | Shioya (塩屋)   | Mitsubishi, Nagasaki | 1. April 1942 | 8. März 1943 | 9. November 1943 | versenkt am 8. Juni 1944 durch das amerik. U-Boot USS Rasher, westlich von Manado |

## Technische Beschreibung

### Rumpf
Der Rumpf der Schiffe der Ashizuri-Klasse war 130,03 Meter lang, 16,8 Meter breit und hatte bei einer Standardverdrängung von 8.079 Tonnen einen Tiefgang von 6,04 Metern.

### Antrieb
Der Antrieb erfolgte durch zwei – von Mitsubishi in Lizenz hergestellten – MAN-Dieselmotoren, mit denen eine Gesamtleistung von 6.000 PS (4.413 kW) erreicht wurde. Die Leistung wurde an zwei Wellen mit je einer Schraube abgegeben. Die Höchstgeschwindigkeit betrug 16 Knoten (30 km/h).

### Bewaffnung
Die flugabwehrfähige Bewaffnung bestand aus vier 12,7-cm-Geschützen des Typs 89 in Kaliberlänge 40 in zwei Doppellafetten und vier 2,5-cm-Maschinenkanonen Typ 96.
Die 12,7-cm-Geschütze, welche in Schiffsmittellinie vor dem Brückenaufbau und dem Achterdeck aufgestellt waren, erreichten eine Kadenz von rund 8 Schuss pro Minute und die maximale Reichweite betrug etwa 9,4 Kilometer bei 75° Rohrerhöhung. Die 24,5 Tonnen schwere Doppellafette war um 360° drehbar und hatte einen Höhenrichtbereich von −7° bis +75°. Die 2,5-cm-Maschinenkanonen verschossen im Einsatz rund 110 bis 120 Schuss pro Minute, die effektive Reichweite lag bei etwa 3 Kilometern bei 85° Rohrerhöhung.

### Frachtkapazität
Die Frachtkapazität betrug 2.320 ts Flugbenzin und 880 ts Munition.

## Besatzung
Die Besatzung hatte eine Stärke von 192 Offizieren, Unteroffizieren und Mannschaften.